# Ted Koehler
Pour les articles homonymes, voir Koehler.
Ted L. Koehler, né le 14 juillet 1894 et mort le 17 janvier 1973, est un parolier américain.
Il a été intronisé au Songwriters Hall of Fame en 1972.

## Biographie
Ted Koehler est né en 1894 à Washington, DC.
Il a commencé comme photo-graveur, mais a été attiré par le monde de la musique où il a commencé en tant que pianiste de théâtre pour des films muets.
Il passe à autre chose et écrit des vaudeville et théâtres de Broadway et il a également produit des spectacles de discothèque.
Sa plus fructueuse collaboration s'est produite avec le compositeur Harold Arlen avec qui il a écrit de nombreuses chansons célèbres, depuis les années 1920 jusqu'aux années 1940. En 1929, le duo compose leur première chanson célèbre, Get Happy et a continué en créant Let's Fall in Love, Stormy Weather et d'autres chansons à succès. Au début et au milieu des années 1930, ils ont écrit pour le Cotton Club, une discothèque populaire de Harlem, pour le groupe de jazz de légende de Duke Ellington et d'autres grands artistes, ainsi que pour les comédies musicales de Broadway et des films d'Hollywood.
Ted Koehler a également travaillé avec d'autres compositeurs dont Rube Bloom, Harry Warren et Sammy Fain.
Il est mort en 1973 à Santa Monica à l'âge de 78 ans.

## Chansons
- Animal Crackers in My Soup – musique de Ray Henderson
- As Long as I Live – musique de Harold Arlen
- Between the Devil and the Deep Blue Sea – musique de Harold Arlen
- Don't Worry 'Bout Me – musique de Rube Bloom
- Moon Over Dixie – musique de Duke Ellington et son célèbre orchestre
- Get Happy – musique de Harold Arlen
- I Can't Face the Music – musique de Rube Bloom
- I Gotta Right to Sing the Blues – musique de Harold Arlen
- Ill Wind – musique de Harold Arlen
- I'm Shooting High – la musique par Jimmy McHugh
- I've Got My Fingers Crossed – musique par Jimmy McHugh
- I've Got the World on a String – musique de Harold Arlen
- Let's Fall in Love – musique de Harold Arlen
- Sing My Heart – musique de Harold Arlen
- Spreadin' Rhythm Around – musique par Jimmy McHugh
- Stormy Weather – musique de Harold Arlen
- When the Sun Comes Out – musique de Harold Arlen
- Wrap Your Troubles in Dreams – avec Harry Barris et Billy Moll

## Broadway
- Earl Carroll's Vanities of 1932 (1932) – revue – co-compositeur et co-parolier Harold Arlen
- Say When  (1934) – Musique – parolier
- Now I Know (1944) – Musique – parolier